# Betty Francisco
Betty Francisco née à Little Rock (Arkansas) le 26 septembre 1900, et morte à El Cerrito (Californie) le 25 novembre 1950, est une actrice américaine du cinéma muet.

## Biographie
Née Elizabeth Barton (ou Bartman) à Little Rock, dans l'Arkansas, Betty Francisco tourna beaucoup entre 1920 et 1934 avant de disparaître des écrans.
Elle eut son premier rôle crédité pour A Broadway Cowboy.
En 1923, elle fut l'une des WAMPAS Baby Stars.
Bien que les studios lui donnaient peu de premiers rôles, elle parvint à en jouer quelques-uns. Elle fit ainsi partie du premier First National, Ashes of Vengeance, aux côtés de Norma Talmadge, Wallace Beery et Conway Tearle.
À l'avénement du parlant, elle continua à tourner dans des films de série B.
Betty Francisco était la sœur de l'actrice Evelyn Francisco.

## Filmographie partielle

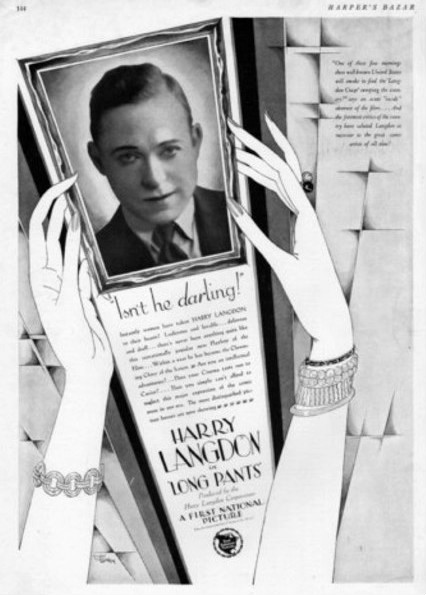
Publicité dans Harper's Bazaar pour Sa dernière culotte (Long Pants, titre original), où a joué Betty Francisco.

- 1920 : A Broadway Cowboy de Joseph Franz : Betty Jordan
- 1920 : The Furnace de William Desmond Taylor : Patricia Brent
- 1921 : Folie d'été (Midsummer Madness) de William C. de Mille
- 1921 : Les Caprices du cœur (Straight from Paris) de Harry Garson
- 1922 : Cent à l'heure (Across the Continent) de Phil Rosen : Lorraine Tyler
- 1923 : Cendres de vengeance (Ashes of Vengeance) de Frank Lloyd
- 1923 : Flaming Youth de John Francis Dillon
- 1923 : Sourire d'enfant (The Darling of New York) de King Baggot
- 1923 : L'Escapade (Crinoline and Romance) de Harry Beaumont
- 1923 : Maytime
- 1924 : How to Educate a Wife de Monta Bell
- 1924 : Gambling Wives de Dell Henderson
- 1925 : Seven Keys to Baldpate
- 1926 : Irene d'Alfred E. Green
- 1926 : The Phantom of the Forest de Henry McCarty
- 1927 : Sa dernière culotte (Long Pants) de Frank Capra
- 1927 : Too Many Crooks de Fred C. Newmeyer
- 1930 : La Rue de la chance (Street of Chance) de John Cromwell : Mrs. Mastick
- 1930 : The Widow from Chicago d'Edward F. Cline

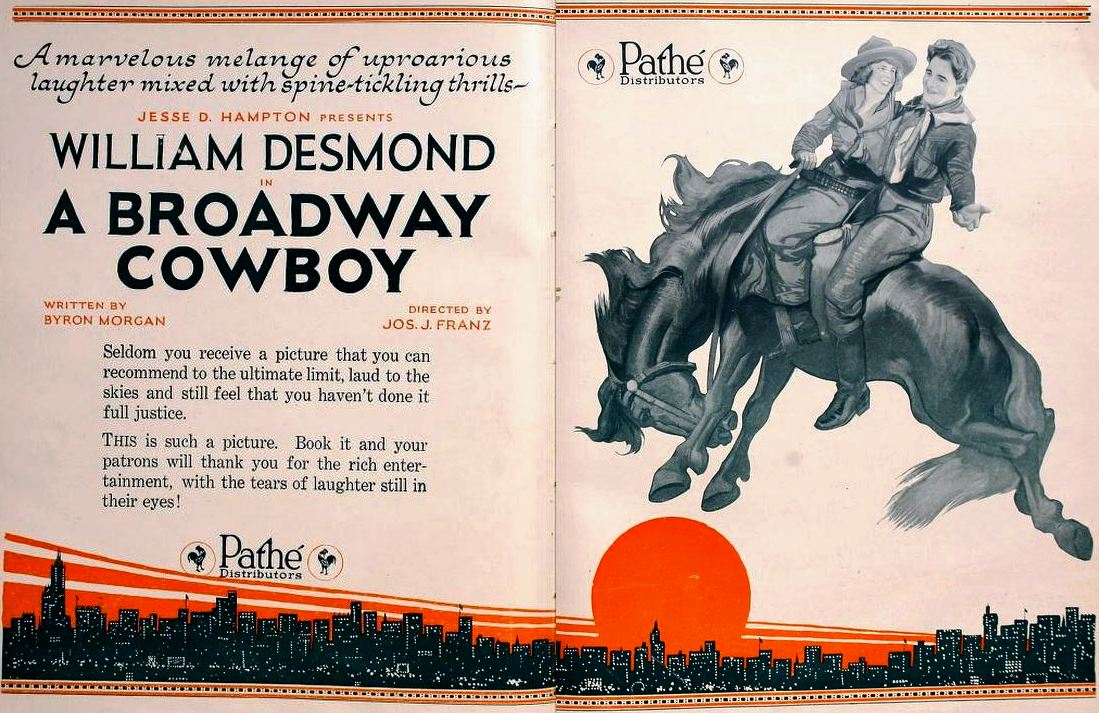